# جان روت
جان روت (انگلیسی: Jon Root؛ زادهٔ ۱۰ ژوئیه ۱۹۶۴) بازیکن والیبال اهل ایالات متحده آمریکا بود.